# Puutori
La place du marché au bois (finnois : Puutori) est une place carrée sur la colline Aninkaistenmäki à Turku en Finlande.

## Bâtiments entourant la place
- Gare routière de Turku
- Synagogue de Turku
- Palais des concerts
- Institut professionnel de Turku (fi)
- École finlandaise mixte de Turku (fi)
- Archives provinciales (fi)
- Anciennes toilettes du Puutori (fi)

## Galerie

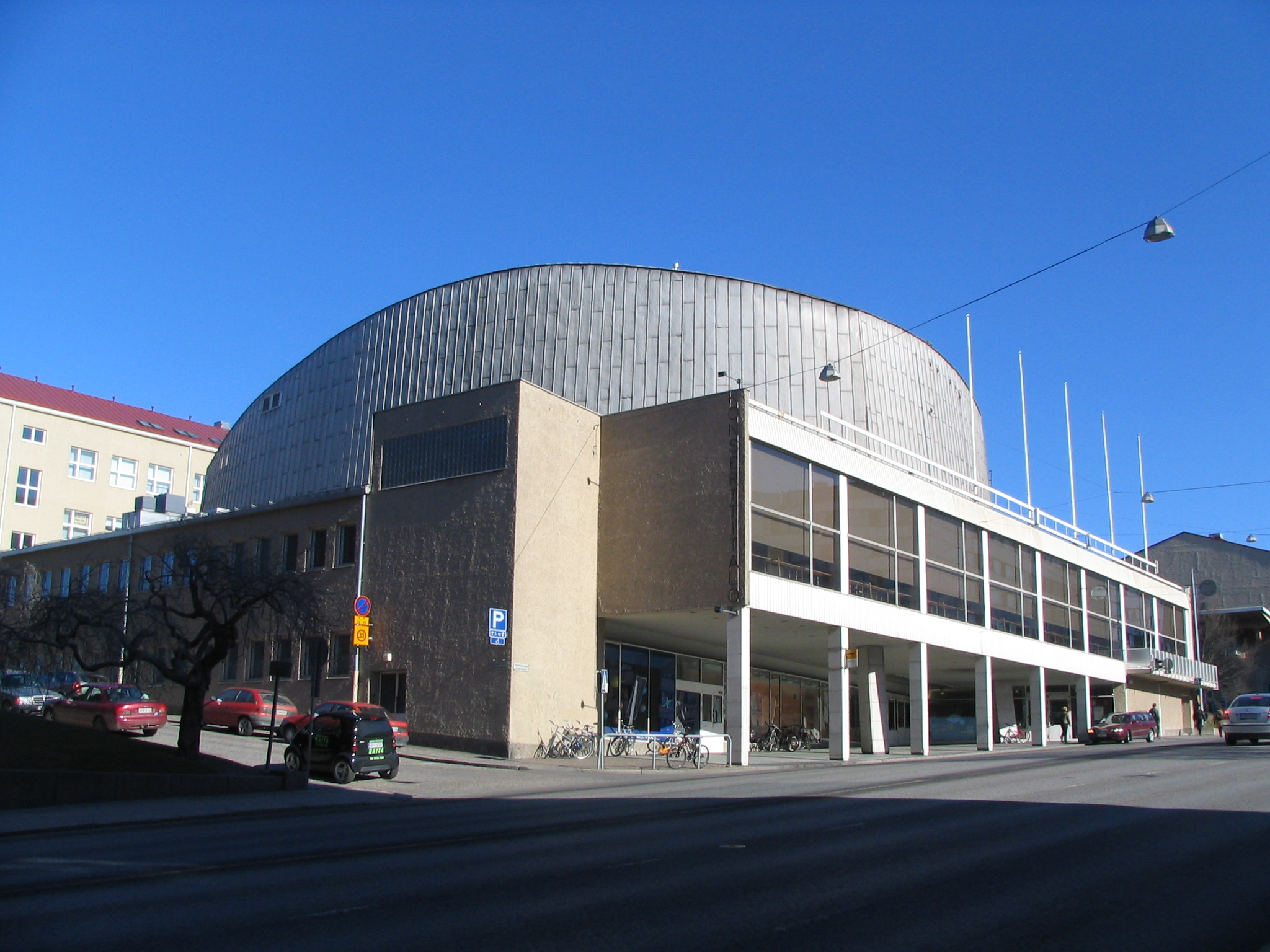
Palais des concerts
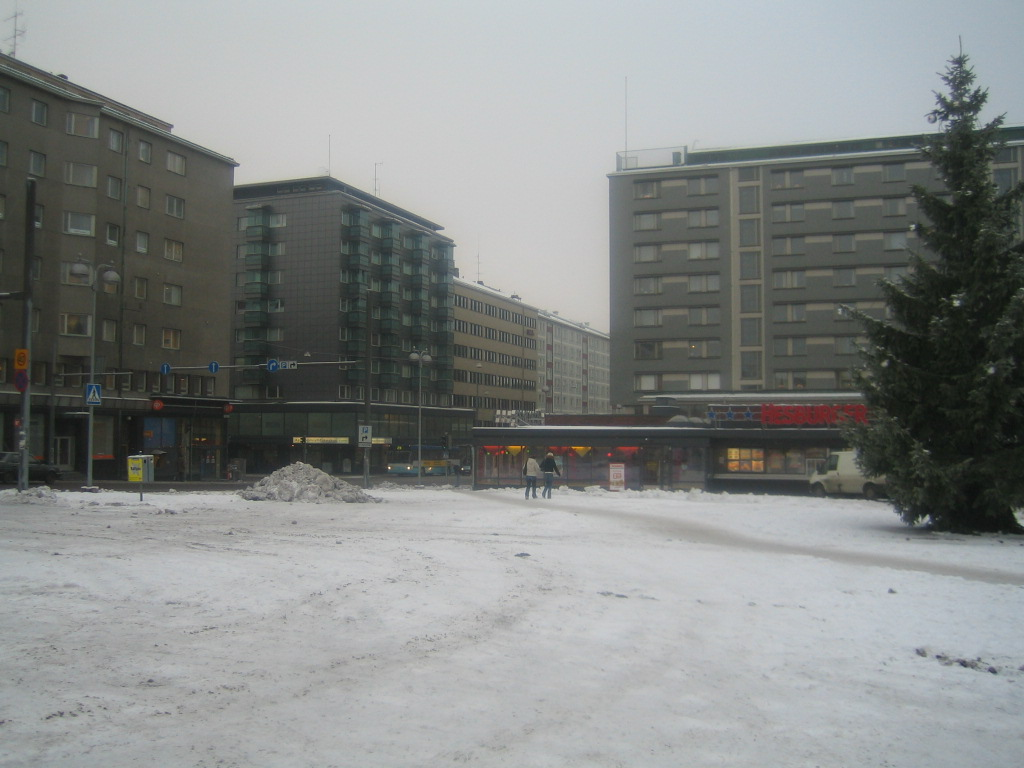
Coin de Puutori.
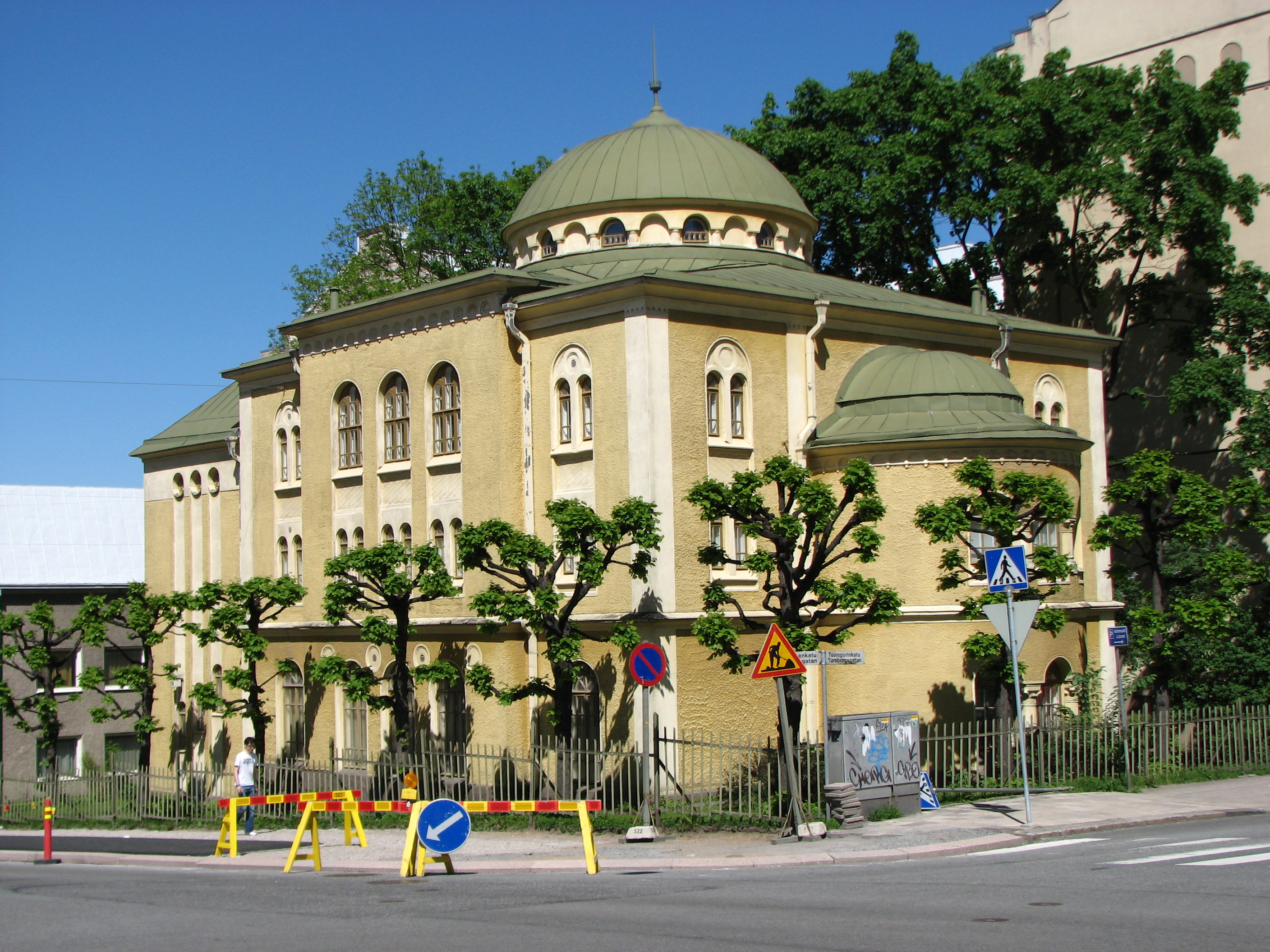
Synagogue de Turku
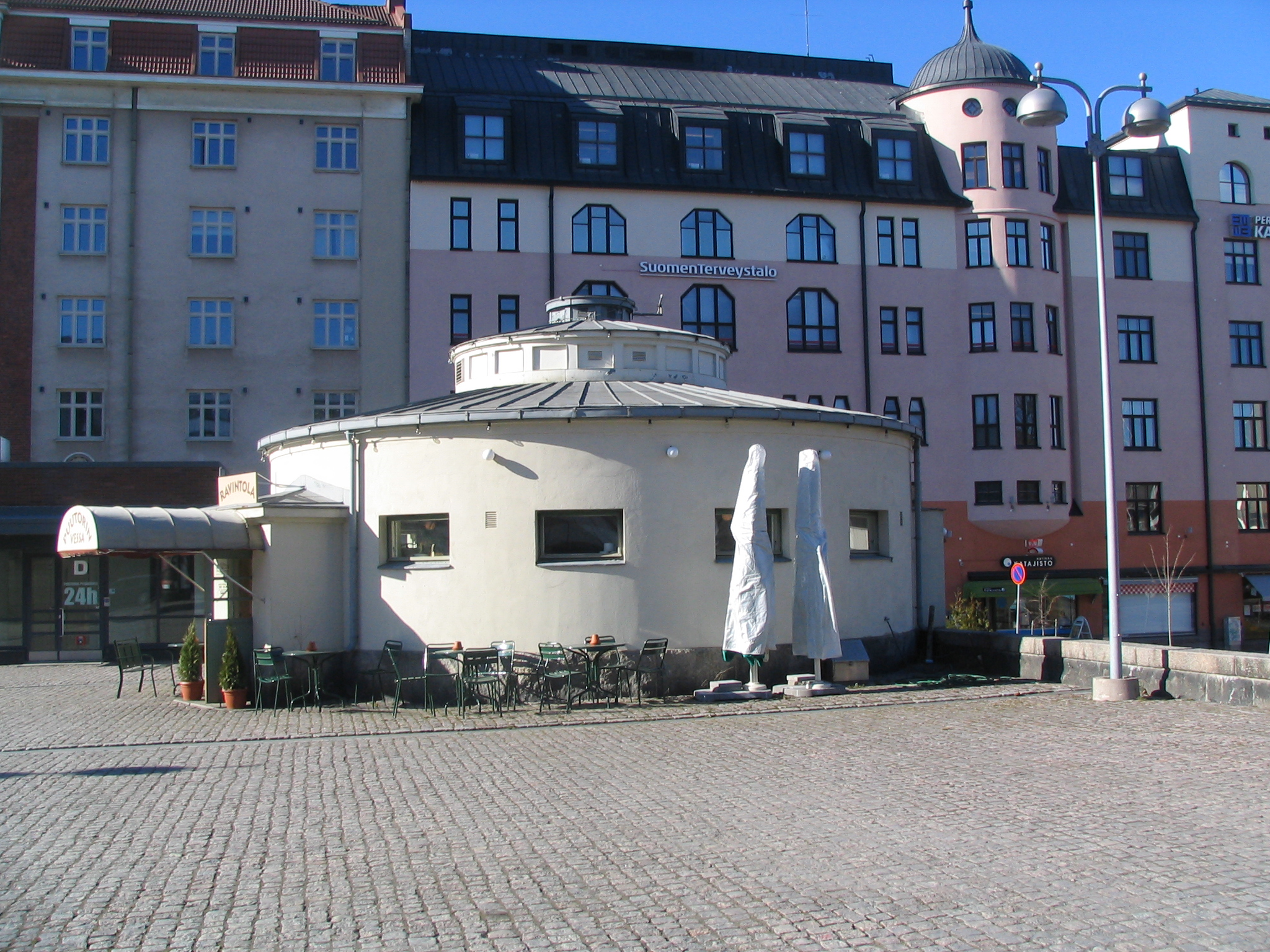
Anciennes toilettes du Puutori (fi)